# Tmesisternus trilineatus
Tmesisternus trilineatus är en skalbaggsart som beskrevs av Stefan von Breuning 1966. Tmesisternus trilineatus ingår i släktet Tmesisternus och familjen långhorningar. Inga underarter finns listade i Catalogue of Life.